# Evangelische Kirche Heiligkreuz

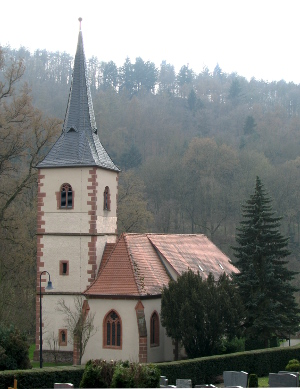
Evangelische Kirche Heiligkreuz

Die evangelische Kirche Heiligkreuz im zur Stadt Weinheim gehörenden Weiler Heiligkreuz im Rhein-Neckar-Kreis im Nordwesten Baden-Württembergs wurde 1242 erstmals erwähnt.

## Geschichte
Die Besiedlung des Odenwalds erfolgte meist in kirchlichem Auftrag von der Rheinebene aus. Vermutlich wurde Atzmansweiler, wie die heutige Ortschaft Heiligkreuz damals noch hieß, von Adeligen aus Leutershausen gegründet. Im Jahr 1242 wird erstmals der Chor einer Kirche in Atzmansweiler genannt. Auch das Patrozinum des Heiligen Kreuzes weist auf die Zeit der Kreuzzüge hin. Es wurde erstmals 1496 im Wormser Synodale, einem Visitationsbericht der Pfarreien im Bistum Worms, erwähnt. Die Heiligkreuzkirche war Filialkirche der Leutershauserner St.-Johannes-Baptist-Kirche und zuständig für die Orte Atzmansweiler, Rittenweier, Rippenweier, Oberflockenbach, Steinklingen, Wünschmichelbach und Ursenbach. Später übertrug sich der Name der Kirche auf die Ortschaft.
Der Turm wurde im 15. Jahrhundert erbaut und 1788/89 das Langhaus verlängert. 1556 führte Kurfürst Ottheinrich die Reformation in der Kurpfalz ein. Nachdem wieder ein katholischer Zweig der Wittelsbacher über die Pfalz herrschte, wurde 1699 in Heiligkreuz das Simultaneum eingeführt. Bei der pfälzischen Kirchenteilung 1705 wurde offenbar Heiligkreuz vergessen, so dass die Simultannutzung bis ins 20. Jahrhundert galt. Erst als die Katholiken in Oberflockenbach die Herz-Jesu-Kirche erbauten, wurde die Heiligkreuzkirche durch einen Ablösungsvertrag evangelische Pfarrkirche. Die Kirchengemeinde, die zum Kirchenbezirk Neckar-Bergstraße der Evangelischen Landeskirche in Baden gehört, umfasst heute die Orte Heiligkreuz, Rippenweier und Rittenweier, und Oberflockenbach mit Steinklingen und Wünschmichelbach.

## Beschreibung

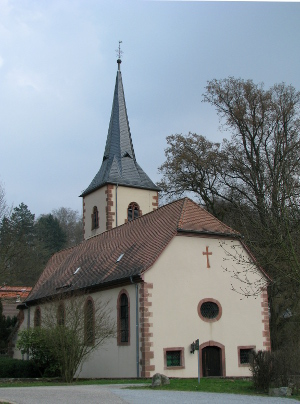
Ansicht von Nordwesten

Die Kirche steht im Norden von Heiligkreuz am Zusammenfluss von Atzelbach und Apfelbach. Eine niedrige Mauer um die Kirche zeigt noch den Bereich des alten Friedhofs an, der 1834 auf die gegenüberliegende Straßenseite verlegt wurde. Die geostete Kirche hat ein Langhaus mit einem polygonalen, gotischen Chor mit Strebepfeilern. Die westliche Verlängerung des Langhauses und die seitlichen Rundbogenfenster stammen aus dem 18. Jahrhundert. Der Kirchturm wurde im 15. Jahrhundert an die Südseite des Chors gebaut. Das vierseitige Zeltdach des Turms geht in eine achtseitige Spitze über.
Das zentrale dreiteilige Maßwerkfenster im Chor gestaltete 1957/58 Valentin Feuerstein. Das Kruzifix stammt aus dem 16. Jahrhundert. Im Chor wurden 1974/75 einige Fresken aus dem 19. Jahrhundert wieder freigelegt. Die Orgel wurde 1975 von Ernest Mühleisen erbaut. Das Instrument hat neun Register. Es wurde in das barocke Orgelgehäuse integriert, das 1788 aus dem Ilvesheimer Schloss nach Heiligkreuz kam und um 1740 von Johann Friedrich Ernst Müller (Heidelberg) gebaut wurde. Die drei Glocken mit der Schlagtonfolge e–d–h wurden 1958 von Bachert (Bad Friedrichshall) gegossen.